# 88.ª edición de los Premios Óscar
La 88.ª edición de los Óscar premió a las mejores películas de 2015. Organizada por la Academia de Artes y Ciencias Cinematográficas y presentada por Chris Rock, tuvo lugar en el Dolby Theatre de Los Ángeles (Estados Unidos) el 28 de febrero de 2016. 
Durante la ceremonia, la Academia entregó los «Academy Awards» (popularmente conocidos como los «Óscar») en 24 categorías. La ceremonia fue televisada en los Estados Unidos por ABC; fue producida por David Hill y Reginald Hudlin. Los nominados fueron presentados el 14 de enero de 2016 en el teatro Samuel Goldwyn de Beverly Hills.

## Programación
| Fecha                              | Evento |
| ---------------------------------- | --- |
| Sábado, 14 de noviembre de 2015    | Los Premios de los Gobernadores                                                                            |
| Miércoles, 30 de diciembre de 2015 | Abren urnas para las Nominaciones a las 8:00 p. m. PST (05:00, 31 dic GMT) (11:00 PM EST)                  |
| Viernes, 8 de enero de 2016        | Cierran urnas para las Nominaciones a las 5:00 p. m. PST (1:00, 9 de enero UTC) (8:00 p. m. EST)           |
| Jueves, 14 de enero de 2016        | Las nominaciones anunciadas a las 5:30 p. m. PST (13:30 UTC) (8:30 a. m. EST) en el Samuel Goldwyn Theater |
| Lunes, 8 de febrero de 2016        | Almuerzo para los nominados                                                                                |
| Viernes, 12 de febrero de 2016     | Comienza la votación final                                                                                 |
| Sábado, 13 de febrero de 2016      | Presentación premios logros Científicas y Técnicas                                                         |
| Martes, 23 de febrero de 2016      | Encuestas finales cierran a las 5:00 p. m. PST (1:00, 21 de febrero UTC) (8:00 p. m. EST)                  |
| Domingo, 28 de febrero de 2016     | Entrega de los Premios Óscar                                                                               |

## Nominados y ganadores

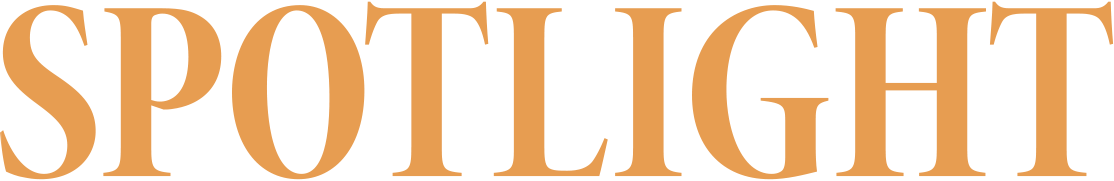
Spotlight ganó el Óscar a la mejor película. Es la sexta película en ganar solamente 2 premios incluyendo mejor película, el último film fue El mayor espectáculo del mundo en 1952.

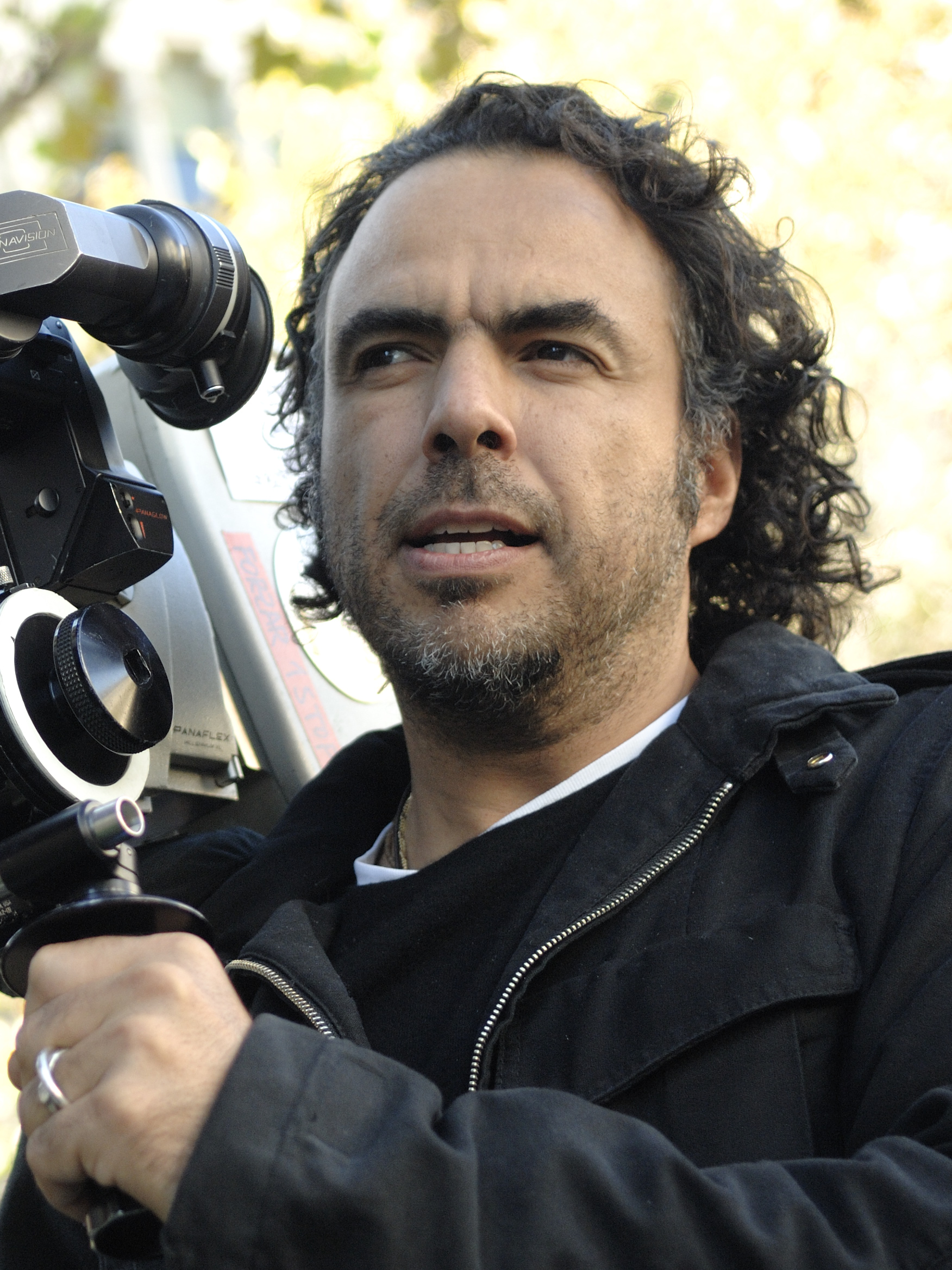
Alejandro González Iñárritu ganó por segunda vez la estatuilla como Mejor Director, por la película El renacido.

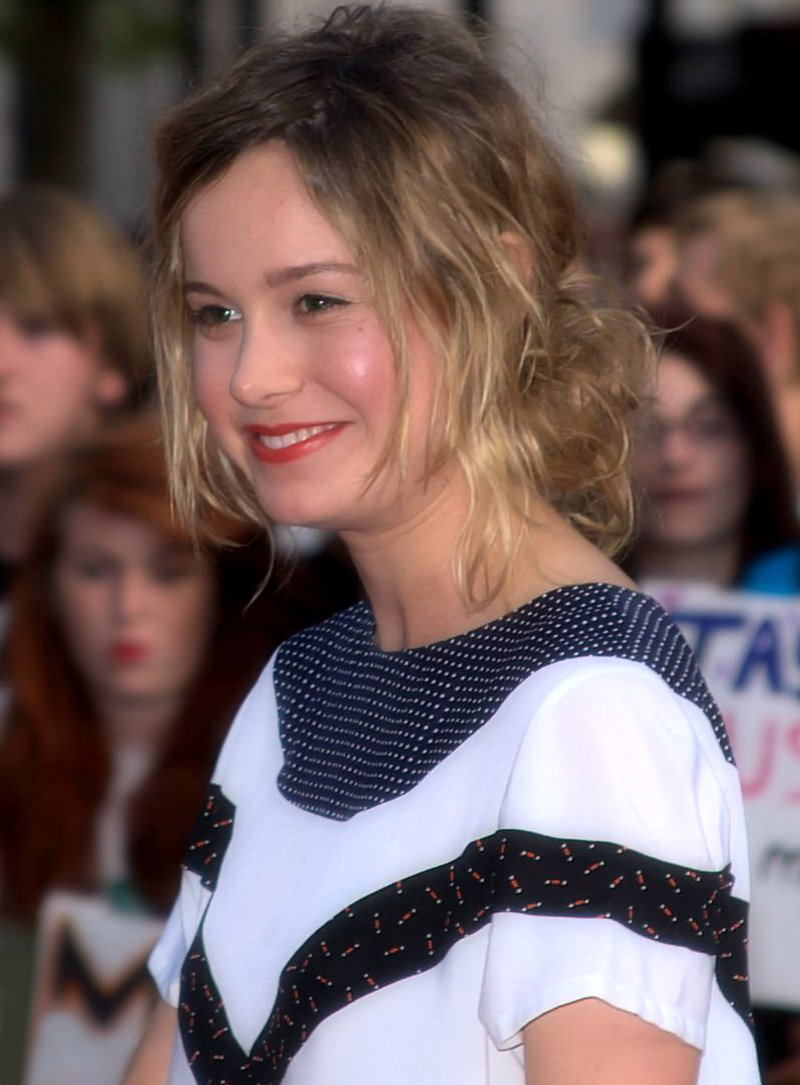
Brie Larson fue la ganadora del Óscar a la mejor actriz por La habitación.

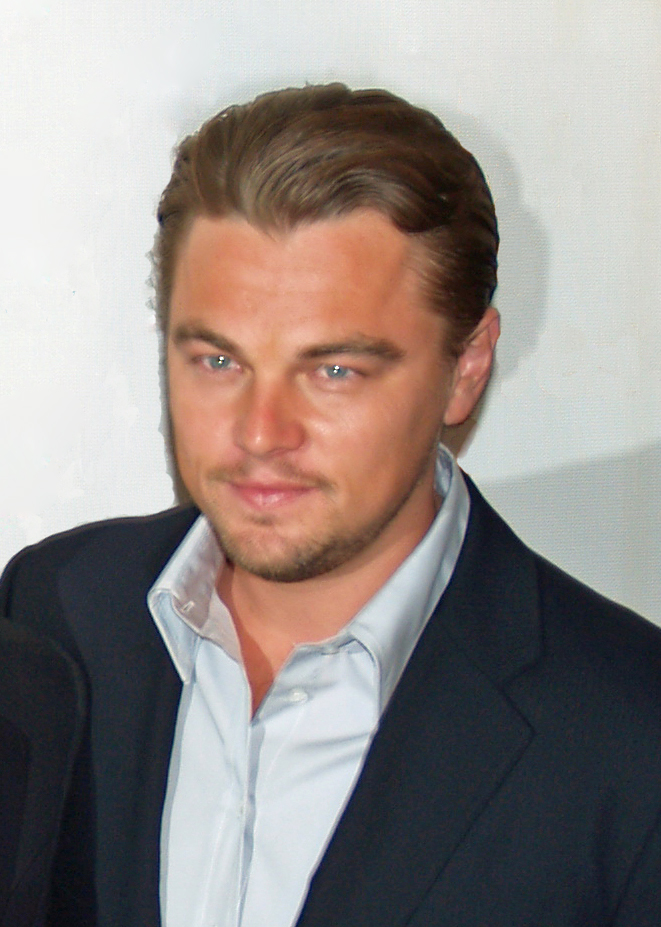
Leonardo DiCaprio ganó su primer Óscar como mejor actor por El renacido.

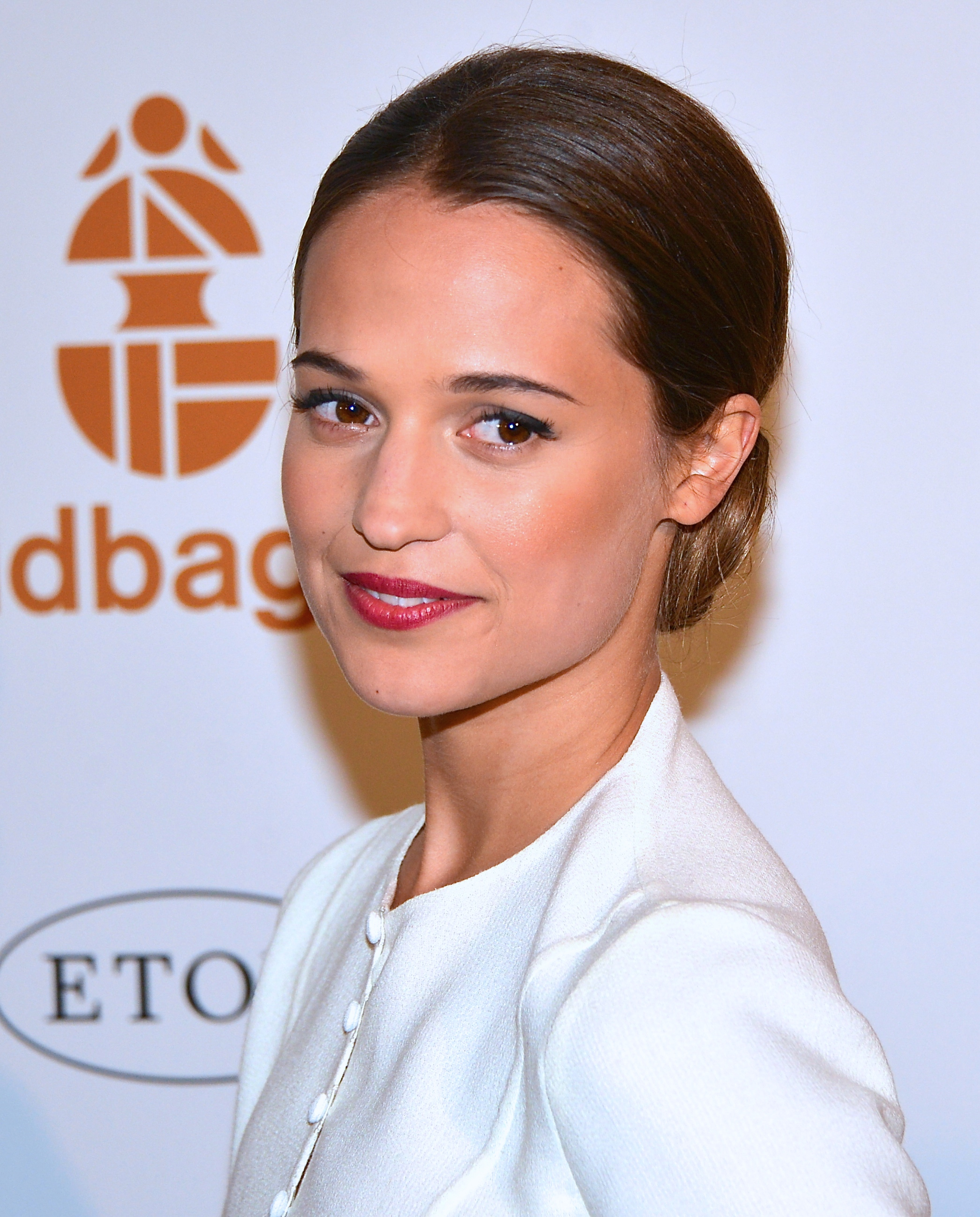
Alicia Vikander fue la ganadora de Mejor actriz de reparto por su actuación en La chica danesa.

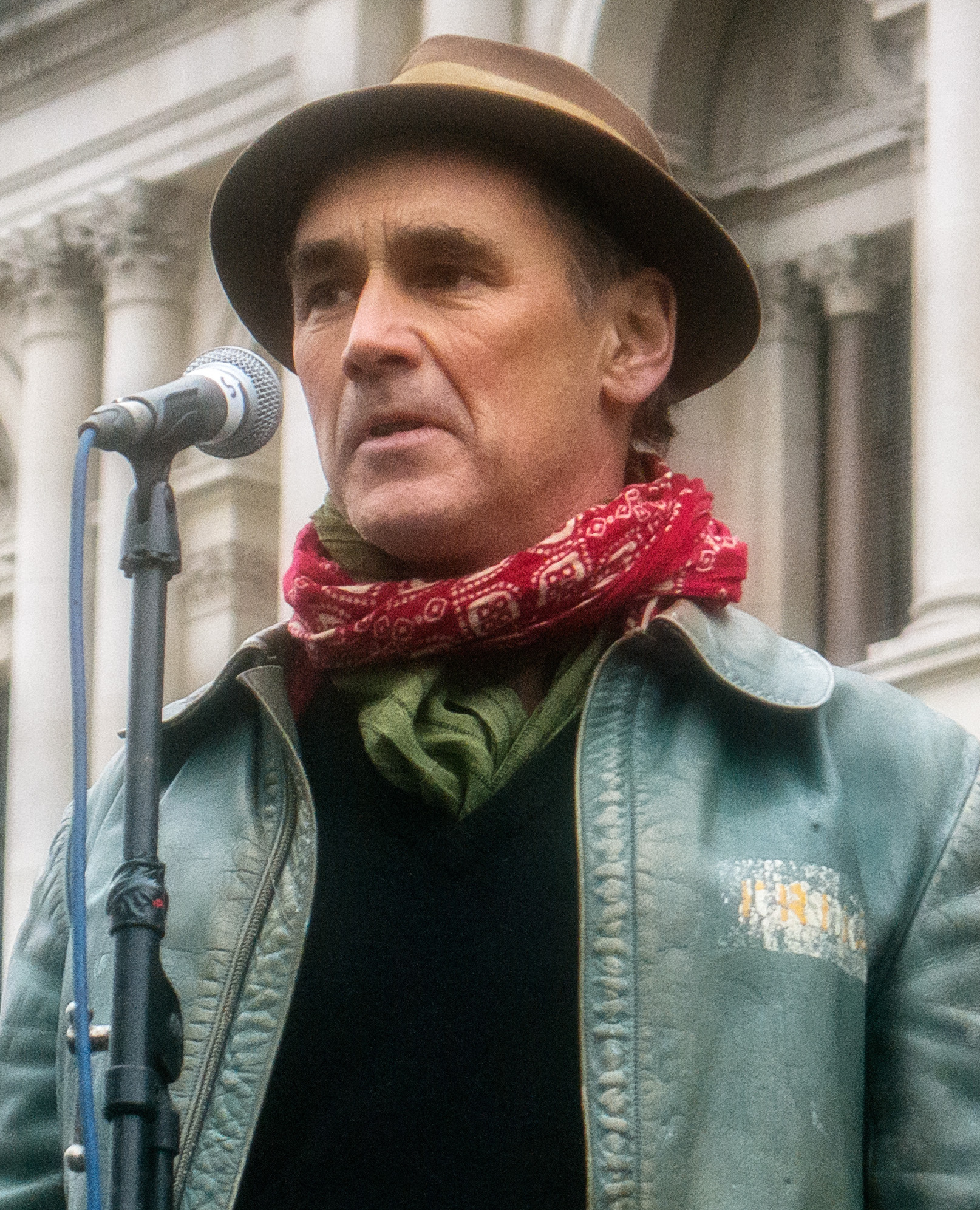
Mark Rylance fue el ganador de Mejor actor de reparto por su actuación en Bridge of Spies.

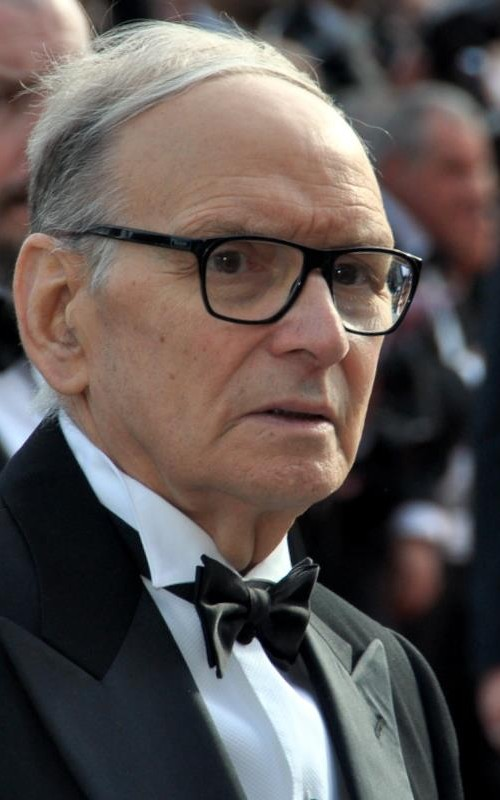
Ennio Morricone fue el ganador de Mejor banda sonora por The Hateful Eight, convirtiéndolo en la persona más longeva en recibir dicho premio.

Indica el ganador dentro de cada categoría.
| Mejor película Presentado por: Morgan Freeman | Mejor director Presentado por: J. J. Abrams |
| Spotlight — Michael Sugar, Steve Golin, Nicole Rocklin, Blye Pagon Faust | Alejandro González Iñárritu — The Revenant (El renacido) |
| --- | --- |
| - Bridge of Spies (El puente de los espías) — Steven Spielberg, Marc Platt, Kritie Mascosko Krieger - Brooklyn — Finola Dwyer, Amanda Posey - The Revenant (El renacido) — Alejandro González Iñárritu, Steve Golin, Arnon Milchan, Mary Parent, Keith Redmon - The Big Short (La gran apuesta) — Brad Pitt, Dede Gardner, Jeremy Kleiner - Room (La habitación) — Ed Guiney - Mad Max: Fury Road — George Miller, Doug Mitchell - The Martian — Simon Kinberg, Ridley Scott, Michael Scheafer, Mark Huffman | - Lenny Abrahamson — Room (La habitación) - Thomas McCarthy — Spotlight - Adam McKay — The Big Short (La gran apuesta) - George Miller — Mad Max: Fury Road |
| Mejor actor Presentado por: Julianne Moore | Mejor actriz Presentado por: Eddie Redmayne |
| Leonardo DiCaprio — The Revenant (El renacido) como Hugh Glass | Brie Larson — Room (La habitación) como Joy "Ma" Newsome |
| - Bryan Cranston — Trumbo como Dalton Trumbo - Matt Damon — The Martian como Mark Watney - Michael Fassbender — Steve Jobs como Steve Jobs - Eddie Redmayne — The Danish Girl (The Danish Girl) como Lili Elbe / Einar Wegener | - Cate Blanchett — Carol como Carol Aird - Jennifer Lawrence — Joy como Joy Mangano - Charlotte Rampling — 45 años como Kate Mercer - Saoirse Ronan — Brooklyn como Eilis Lacey |
| Mejor actor de reparto Presentado por: Patricia Arquette | Mejor actriz de reparto Presentado por: J.K. Simmons |
| ' Mark Rylance — Bridge of Spies (El puente de los espías)' como Rudolf Abel | Alicia Vikander — The Danish Girl (The Danish Girl) como Gerda Wegener |
| - Christian Bale — The Big Short (La gran apuesta) como Michael Burry - Tom Hardy — The Revenant (El renacido) como John Fitzgerald - Mark Ruffalo — Spotlight como Michael Rezendes - Sylvester Stallone — Creed como Rocky Balboa | - Jennifer Jason Leigh — The Hateful Eight (Los odiosos ocho) como Daisy Domergue - Rooney Mara — Carol como Therese Belivet - Rachel McAdams — Spotlight como Sacha Pfeiffer - Kate Winslet — Steve Jobs como Joanna Hoffman |
| Mejor guion original Presentado por: Emily Blunt y Charlize Theron | Mejor guion adaptado Presentado por: Russell Crowe y Ryan Gosling |
| Spotlight — Tom McCarthy, Josh Singer | The Big Short (La gran apuesta) — Adam McKay, Charles Randolph basada en el libro homónimo de Michael Lewis |
| - Bridge of Spies (El puente de los espías) — Matt Charman, Ethan Coen, Joel Coen - Ex machina — Alex Garland - Inside Out (Del revés) — Josh Cooley, Ronnie del Carmen, Pete Docter, Meg LeFauve - Straight Outta Compton — Andrea Berloff, Jonathan Herman, S. Leigh Savidge, Alan Wenkus | - Brooklyn — Nick Hornby basada en el libro homónimo de Colm Tóibín - Carol — Phyllis Nagy basada en el libro The Price of Salt de Patricia Highsmith - Room (La habitación) — Emma Donoghue basada en su libro homónimo - The Martian — Drew Goddard basada en el libro homónimo de Andy Weir |
| Mejor película de animación Presentado por: Woody y Buzz Lightyear | Mejor película de habla no inglesa Presentado por: Sofia Vergara y Lee Byung Hun |
| Inside Out (Del revés) — Pete Docter y Jonas Rivera | El hijo de Saúl (Saul fia) — Hungría — László Nemes |
| - Anomalisa — Charlie Kaufman, Duke Johnson y Rosa Tran - Boy & the World — Alê Abreu - Shaun the Sheep Movie — Mark Burton y Richard Starzak - Omoide no Mânî (El recuerdo de Marnie) — Hiromasa Yonebayashi y Yoshiaki Nishimura | - El abrazo de la serpiente — Colombia — Ciro Guerra - La guerra (Krigen) — Dinamarca — Tobias Lindholm - Mustang — Francia — Deniz Gamze Ergüven - Theeb (ذيب) — Jordania — Naji Abu Nowar |
| Mejor documental largo Presentado por: Daisy Ridley y Dev Patel | Mejor documental corto Presentado por: Louis C.K. |
| Amy – Asif Kapadia y James Gay-Rees | A Girl in the River: The Price of Forgiveness – Sharmeen Obaid-Chinoy |
| - Cartel Land – Matthew Heineman y Tom Yellin - La mirada del silencio – Joshua Oppenheimer y Signe Byrge Sørensen - What Happened, Miss Simone? – Liz Garbus, Amy Hobby y Justin Wilkes - Winter on Fire: Ukraine's Fight for Freedom – Evgeny Afineevsky y Den Tolmor | - Body Team 12 – David Darg y Bryn Mooser - Chau, Beyond the Lines – Courtney Marsh y Jerry Franck - Claude Lanzmann: Spectres of the Shoah – Adam Benzine - Last Day of Freedom – Dee Hibbert-Jones y Nomi Talisman |
| Mejor cortometraje Presentado por: Jacob Tremblay y Abraham Attah | Mejor cortometraje animado Presentado por: Minions |
| Stutterer – Benjamin Cleary y Serena Armitage | Historia de un oso – Gabriel Osorio y Pato Escala |
| - Alles wird gut – Patrick Vollrath - Ave María – Basil Khalil y Eric Dupont - Day One – Henry Hughes - Shok – Jamie Donoughue | - Mi ne mozhem zhit bez kosmosa – Konstantin Bronzit - Prologue – Richard Williams y Imogen Sutton - Sanjay’s Super Team – Sanjay Patel y Nicole Grindle - v – Don Hertzfeldt |
| Mejor banda sonora (partitura original) Presentado por: Quincy Jones | Mejor canción original Presentado por: John Legend y Common |
| The Hateful Eight (Los odiosos ocho) — Ennio Morricone | «Writing's on the Wall» — Spectre; compuesta por Jimmy Napes y Sam Smith |
| - Bridge of Spies (El puente de los espías) — Thomas Newman - Carol — Carter Burwell - Sicario — Jóhann Jóhannsson - Star Wars. Episode VII: The Force Awakens (Star Wars: Episodio VII - El despertar de la Fuerza) — John Williams | - «Earned It» — Fifty Shades of Grey (Cincuenta sombras de Grey); compuesta por Ahmad Balshe, Stephan Moccio, Jason Daheala Quenneville y Abel Tesfaye - «Manta Ray» — Racing Extinction; compuesta por Antony Hegarty, J. Ralph - «Simple Song #3» — La giovinezza (La juventud); compuesta por David Lang - «Til It Happens to You» — The Hunting Ground; compuesta por Stefani Germanotta y Diane Warren             |
| Mejor edición de sonido Presentado por: Chris Evans y Chadwick Boseman | Mejor sonido Presentado por: Chris Evans y Chadwick Boseman |
| Mad Max: Fury Road — Mark Mangini, David White | Mad Max: Fury Road — Chris Jenkins, Ben Osmo, Gregg Rudloff |
| - The Revenant (El renacido) — Lon Bender, Martin Hernández - The Martian — Oliver Tarney - Sicario — Alan Robert Murray - Star Wars. Episode VII: The Force Awakens (Star Wars: Episodio VII - El despertar de la Fuerza) — David Acord, Matthew Wood | - Bridge of Spies (El puente de los espías) — Drew Kunin, Andy Nelson, Gary Rydstrom - The Revenant (El renacido) — Chris Duesterdiek, Jon Taylor, Frank A. Montaño, Randy Thom - The Martian — Paul Massey, Mac Ruth, Mark Taylor - Star Wars. Episode VII: The Force Awakens (Star Wars: Episodio VII - El despertar de la Fuerza) — Andy Nelson, Christopher Scarabosio, Stuart Wilson                               |
| Mejor diseño de producción Presentado por: Tina Fey y Steve Carell | Mejor fotografía Presentado por: Rachel McAdams y Michael B. Jordan |
| Mad Max: Fury Road — Colin Gibson, Lisa Thompson | The Revenant (El renacido) — Emmanuel Lubezki |
| - Bridge of Spies (El puente de los espías) — Rena DeAngelo, Bernhard Henrich, Adam Stockhausen - The Revenant (El renacido) — Jack Fisk, Hamish Purdy - The Danish Girl (The Danish Girl) — Michael Standish, Eve Stewart - The Martian — Celia Bobak, Arthur Max | - Carol — Edward Lachman - The Hateful Eight (Los odiosos ocho) — Robert Richardson - Mad Max: Fury Road — John Seale - Sicario — Roger Deakins |
| Mejor maquillaje y peluquería Presentado por: Margot Robbie y Jared Leto | Mejor diseño de vestuario Presentado por: Cate Blanchett |
| Mad Max: Fury Road — Damian Martin, Lesley Vanderwalt, Elka Wardega | Mad Max: Fury Road — Jenny Beavan |
| - Hundraåringen som klev ut genom fönstret och försvann (El abuelo que saltó por la ventana y se largó) — Love Larson, Eva von Bahr - The Revenant (El renacido) — Siân Grigg, Duncan Jarman, Robert Pandini | - Carol — Sandy Powell - Cinderella (Cenicienta) — Sandy Powell - The Revenant (El renacido) — Jacqueline West - The Danish Girl (The Danish Girl) — Paco Delgado |
| Mejor montaje Presentado por: Priyanka Chopra y Liev Schreiber | Mejores efectos visuales Presentado por: Andy Serkis |
| Mad Max: Fury Road — Margaret Sixel | Ex machina — Mark Williams Ardington, Sara Bennett, Paul Norris, Andrew Whitehurst |
| - The Revenant (El renacido) — Stephen Mirrione - The Big Short (La gran apuesta) — Hank Corwin - Spotlight — Tom McArdle - Star Wars. Episode VII: The Force Awakens (Star Wars: Episodio VII - El despertar de la Fuerza) — Maryann Brandon, Mary Jo Markey | - The Revenant (El renacido) — Richard McBride, Matt Shumway, Jason Smith, Cameron Waldbauer - Mad Max: Fury Road — Andrew Jackson, Dan Oliver, Andy Williams, Tom Wood - The Martian — Anders Langlands, Chris Lawrence, Richard Stammers, Steven Warner - Star Wars. Episode VII: The Force Awakens (Star Wars: Episodio VII - El despertar de la Fuerza) — Chris Corbould, Roger Guyett, Paul Kavanagh, Neal Scanlan |

#### Óscars honoríficos
- A Spike Lee, cineasta, educador, motivador, iconoclasta y artista.[5]
- A Gena Rowlands, que ha iluminado la experiencia humana a través de sus actuaciones brillantes, apasionadas y audaces.

.

#### Premio Humanitario Jean Hersholt
- Debbie Reynolds Plantilla:Em-dash Por sus contribuciones caritativas y sus incansables esfuerzos en favor de la salud mental como miembro fundador de The Thalians.[6]

## Premios y nominaciones múltiples
| Película                                                                                        | Nominaciones | Premios |
| ----------------------------------------------------------------------------------------------- | ------------ | ------- |
| The Revenant (El renacido)                                                                      | 12           | 3       |
| Mad Max:Fury Road                                                                               | 10           | 6       |
| The Martian                                                                                     | 7            | 0       |
| Spotlight                                                                                       | 6            | 2       |
| Bridge of Spies (El puente de los espías)                                                       | 6            | 1       |
| Carol                                                                                           | 6            | 0       |
| The Big Short (La gran apuesta)                                                                 | 5            | 1       |
| Star Wars. Episode VII: The Force Awakens (Star Wars: Episodio VII - El despertar de la Fuerza) | 5            | 0       |
| The Danish Girl (The Danish Girl)                                                               | 4            | 1       |
| Room (La habitación)                                                                            | 4            | 1       |
| The Hateful Eight (Los odiosos ocho)                                                            | 3            | 1       |
| Brooklyn                                                                                        | 3            | 0       |
| Sicario                                                                                         | 3            | 0       |
| Ex machina                                                                                      | 2            | 1       |
| Inside Out (Del revés)                                                                          | 2            | 1       |
| Steve Jobs                                                                                      | 2            | 0       |

## Crítica sobre la falta de diversidad étnica
Pronto después de que las nominaciones fueron anunciadas, la prensa notó y observó que había una falta de diversidad étnica en las nominaciones de las categorías importantes. Por segundo año consecutivo, todas las 20 personas nominadas por actuación y cuatro de los cinco directores nominados eran caucásicos. Había mucho discurso sobre actores no-blancos que los críticos sentían que deberían haber sido nominados. El problema no solo era la falta de nominaciones, sino que los críticos sentían que había trabajos de personas de color y actores de color que deberían ser nominados pero no fueron elegidos.
La película “Letras Explícitas” (un filme basado en el grupo afroamericano N.W.A), fue un éxito de taquilla y muy bien alabada por los críticos solo fue nominada por mejor guion original. “Letras Explícitas" fue nominada por mejor guion original pero los guionistas Johnathan Herman y Andrea Berloff, son caucáseos. Igualmente, dicen los críticos que Samuel L. Jackson debería haber sido nominado por el Oscar al mejor actor secundario por su papel en “The Hateful Eight”. El único actor caucáseo del reparto de la película "Creed", Sylvester Stallone, fue en el único actor en el reparto en recibir una nominación
Esta falta de diversidad no solo a resultado en discurso sobre la falta de diversidad sino también ha resultado en movimiento en las redes sociales y boicots. Personas importantes a Hollywood como Will Smith, Jada Pinkett Smith y Spike Lee escogieron no ir a los premios en contra de la blancura de los premios. En Twitter la gente respondió a la falta de diversidad con el hashtag "#OscarsSoWhite" [OscarsTanBlancos].

## Hitos y hechos históricos en esta edición
- Spotlight, se convirtió en la sexta película en ganar solamente 2 Óscar, incluyendo Mejor película, el último film en lograr esta hazaña fue El mayor espectáculo del mundo en 1952.
- Alejandro González Iñarritu, gana por segundo año consecutivo el Óscar a Mejor director, convirtiéndolo en el tercer director en lograr esta hazaña previamente lograda por John Ford y Joseph L. Mankiewicz.
- Emmanuel Lubezki, se convirtió en el primer director de fotografía en ganar por tres años consecutivos el Óscar a la Mejor fotografía.
- Ennio Morricone, gana su primer Óscar en la categoría de Mejor banda sonora, a la edad de 87 años, convirtiéndolo en ese entonces en el ganador más longevo del Óscar, pero sería superado por James Ivory en 2018 quien ganaría el Óscar a Mejor guion adaptado a la edad de 89 años.
- Es la tercera edición en donde dos películas de ciencia ficción fueron nominadas al Óscar a Mejor película: Mad Max: Fury Road y The Martian respectivamente.
- En esta edición nuevamente Mad Max: Fury Road fue la única secuela en ser nominada al Oscar a Mejor película, desde que Toy Story 3 lo hiciera por última vez en 2010.
- Sylvester Stallone, fue el único actor de esta edición en conseguir una nominación al Óscar por interpretar un mismo personaje en una película distinta en este caso como Rocky Balboa en el film Creed, pero también se convirtió en el primer actor en conseguir una nominación como mejor actor y mejor actor de reparto por interpretar al mismo personaje en películas distintas, pero con 39 años de diferencia.
- El hijo de Saúl, es la segunda película de Hungría en conseguir el Óscar a la mejor película de habla no inglesa, desde que Mephisto lo hiciera por primera vez en 1981.
- El abrazo de la serpiente, es el primer film colombiano en ser nominada al Óscar a la mejor película de habla no inglesa.
- Historia de un oso se convirtió en el primer cortometraje animado chileno y latinoamericano, en ganar el Óscar como Mejor cortometraje animado.
- Steve Golin, fue el único productor de esta edición en conseguir 2 nominaciones en la categoría de Mejor película por los filmes: El renacido y Spotlight, pero es en este último film que ganaría la estatuilla.
- O Menino e o Mundo, se convirtió en el primer largometraje brasileño animado en ser nominada al Óscar a la Mejor película animada.
- Shaun the Sheep Movie, se convirtió en el primer largometraje animado basado en una serie de televisión en ser nominada al Óscar a la Mejor película animada.
- En esta edición Mad Max: Fury Road fue la película con más premios con 6 en total, El renacido fue la segunda más premiada, pero logró el segundo lugar con solo 3 premios, mientras que Spotlight se alzó como la gran ganadora con solo 2 premios.